# Aleurodamaeus africanus
Aleurodamaeus africanus är en kvalsterart som beskrevs av Sandór Mahunka 1984. Aleurodamaeus africanus ingår i släktet Aleurodamaeus och familjen Aleurodamaeidae. Inga underarter finns listade i Catalogue of Life.